# Love and Bullets (1979)
Love and Bullets is een Britse misdaadfilm uit 1979 onder regie van Stuart Rosenberg. De film werd destijds uitgebracht onder de titel De ijzervreter.

## Verhaal
Detective Charlie Congers moet het liefje van een crimineel arresteren voor de FBI. Tijdens zijn achtervolging in Zwitserland wordt hij echter verliefd op de vrouw.

## Rolverdeling
| Acteur           | Personage        |
| ---------------- | ---------------- |
| Charles Bronson  | Charlie Congers  |
| Jill Ireland     | Jackie Pruit     |
| Rod Steiger      | Joe Bomposa      |
| Henry Silva      | Vittorio Farroni |
| Strother Martin  | Louis Monk       |
| Bradford Dillman | Brickman         |
| Michael V. Gazzo | Lobo             |
| Paul Koslo       | Huntz            |
| Val Avery        | Caruso           |
| Sam Chew jr.     | Kok              |
| Billy Gray       | Durant           |
| Jerome Thor      | Senator          |
| Joseph Roman     | Lijkschouwer     |
| Albert Salmi     | Andy Minton      |
| John Hallam      | Cerutti          |